# Freya Piryns
Freya Piryns, née le 26 août 1976 à Wilrijk est une femme politique belge flamande, membre de Groen!.

## Biographie
Freya Piryns est institutrice, coordinatrice pédagogique dans une école primaire.
Elle est la fille du journaliste flamand Piet Piryns (nl) et de l'actrice Mia Van Roy ainsi qu'une petite-fille du nationaliste flamand Remi Piryns condamné comme collaborateur.
Elle déposait le 21 février 2013 une proposition de la sur la lutte contre l'Islamophobie en la comparant à l'antisémitisme

## Fonctions politiques
- Depuis 2001 : conseillère communale à Anvers
- 2007-2014 : sénatrice élue directe